# مصطفى صالح
مصطفى صالح (مواليد 1947 في قرية لفتا في مدينة القدس، فلسطين) هو كاتب مسرحي وتلفزيوني وصحفي أردني.

## مسيرته
حصل مصطفى صالح على دبلوم معهد المعلمين في حوارة- اربد عام 1967، وعمل معلماً خلال السنوات 1967-1988، وعمل في جريدة الصباح التي كانت تصدر اسبوعيا في الأردن ومن ثم تحولت إلى جريدة يومية، ثم انتقل إلى العمل مع جريدة الدستور منذ عام 1975 وتولى منصب رئيس القسم الرياضي والمحرر الفني، شغل منصب رئيس تحرير جريدة الدستور الرياضي منذ صدورها في العام 1993، وكان عضو الهيئة الإدارية لرابطة الكتاب الأردنيين للعام 1978-1979، وعضو في اتحاد الكتاب العرب، وتولى منصب نائب رئيس اتحاد الإعلام الأردني العام 1998، ثم شغل منصب مدير تحرير الدائرة الرياضية «التحدي» لـ جريدة الغد منذ صدورها ثم منصب رئيس التحرير المسؤول.

## الأعمال التلفزيونية الدرامية
يعد مصطفى صالح من أهم كتّاب الدراما التلفزيونية الأردنية والعربية، فقد كتب قصة وسيناريو وحوار عدد كبير من المسلسلات مثل «بريق السنين» 1989، مسلسل «وردة الجبل» 1993، مسلسل «القلب الكبير» 1994، مسلسل «الليل الطويل» 1996، مسلسل «شارع السعادة» 1996، مسلسل «جرح الغزالة» 1998، مسلسل «طائر الشوك» 200، مسلسل «سوادي البوادي» (2008)، ومسلسل «عيون عليا» (2008)، ومسلسل «راس غليص» أربعة أجزاء (2006 و2008)، ومسلسل «نمر بن عدوان» (2007)؛ ومسلسل «راعي الصيت» 2009، ومسلسل «عطر النار» (2010)، و«توم الغرة» 2012، ومسلسل «اخوة الدم» (2014)، ومسلسل «وعد الغريب» (2016) وحاليا يتم تصوير مسلسل «شارع طلال» من تأليف مصطفى صالح، وغيرها من المسلسلات الدرامية الشهيرة 

## التأليف المسرحي
يعد مصطفى صالح من أهم كتاب الكوميديا في المسرح الأردني ومن أهم أعماله المسرحية:
1. مسرحية «الله يستر من بكرة»: وقد عُرضت المسرحية في مهرجان جرش عام 1984 وهي من بطولة: ربيع شهاب، يوسف يوسف، أمل الدباس، سهير فهد، مارغو أصلان ومن إخراج: محمد حلمي.
2. مسرحية «عمو أمين» وعرضت في مهرجان جرش عام 1986.
3. مسرحية «الجار الطيب»: وقد عرضت في مهرجان جرش عام 1987.
4. مسرحية «القهوجي»: وعرضت في دار الأوبرا- عمان عام 1987 وهي من بطولة: ربيع شهاب، يوسف يوسف، أمل الدباس، سهير فهد، مارغو أصلان ومن إخراج: محمد حلمي.
5. مسرحية «رجل في مهمة»: وقد عرضت في جميع المحافظات الأردنية خلال الفترة 1990-1991.
6. مسرحية «عرب 2000» التي قام بتأليفها في العام 1991.

## برامج تلفزيونية ومجموعة قصصية
- عمل لفترة طويلة معدا للبرامج التلفزيونية مثل، مساء الخير، حديث الناس، مواجهة مع عروة زريقات.[8]
- صدرت له المجموعة القصصية «الجراد» (رابطة الكتاب الأردنيين، عمان 1981)[9]

## روابط خارجية
- مصطفى صالح.. الصحفي المعتق والعاشق للرياضة والقراءة.